# Grooved ware

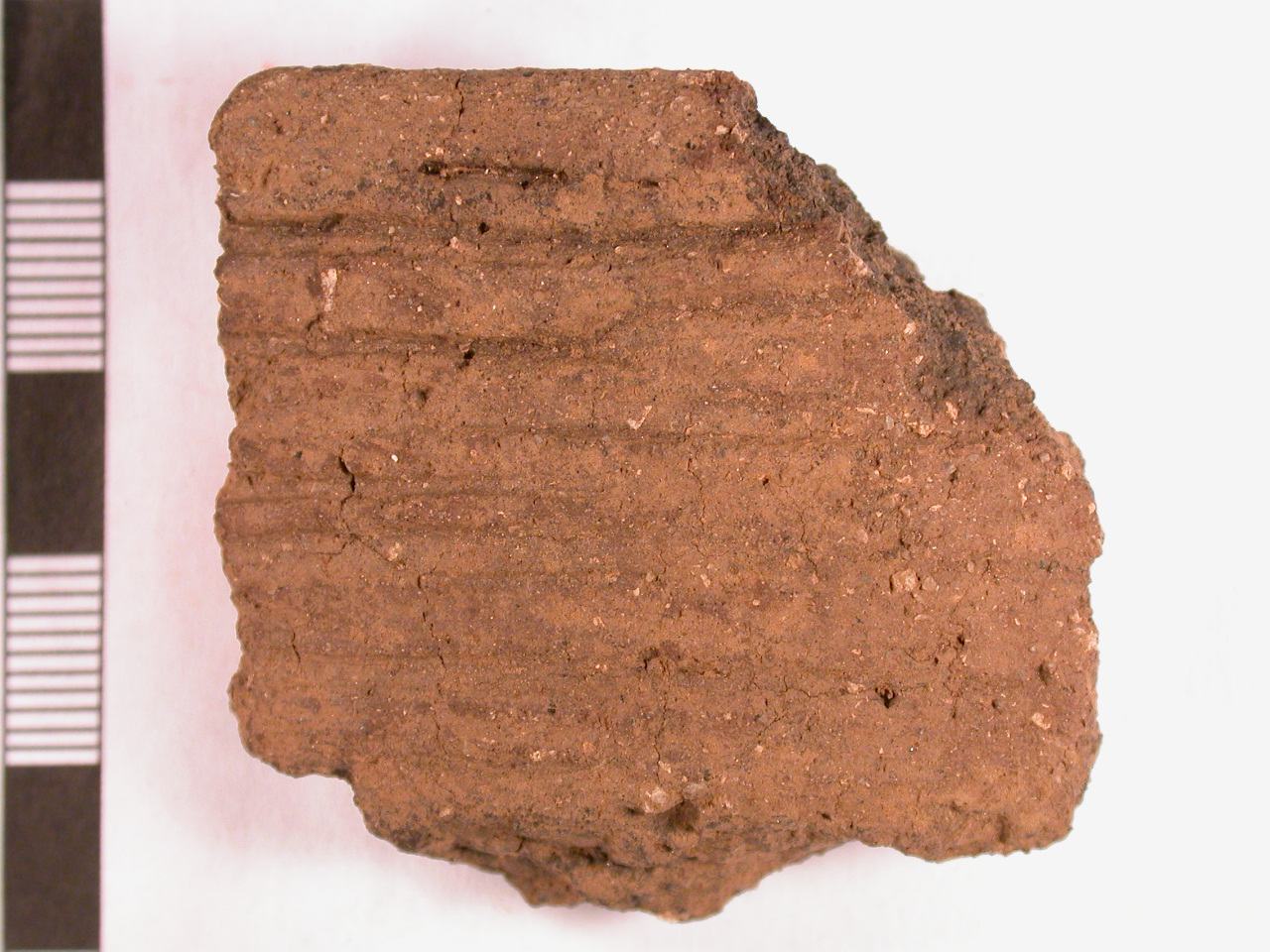
Tesson de poterie fait d'argile gabbroïque qui s'altère sur l'affleurement de gabbro du Lizard en Cornouailles. Des rainures horizontales parallèles au bord du récipient couvrent tout l'extérieur du tesson. Le bord est légèrement évasé et se rétrécit en un sommet, ce qui rend le profil de l'objet presque semi-circulaire. Le matériau présente des inclusions de feldspaths pâles et peut-être d'augite foncée, et est de couleur brun moyen. Ce type de décoration est observé sur des récipients en Grooved Ware, datant d'environ 2900-2400 av. J.-C.

La céramique de type Grooved ware, ou céramique rainurée ou encore céramique à cannelures, est un style de poterie du Néolithique moyen britannique. Contrairement à la culture campaniforme du Néolithique final, la culture de la céramique rainurée n'a pas été importée du continent mais semble s'être développée dans les Orcades au début du IIIe millénaire av. J.-C., d'où elle s'est rapidement diffusée en Grande-Bretagne et en Irlande.

## Historique
La céramique Grooved ware était auparavant appelée céramique Rinyo-Clacton. Elle fut identifiée pour la première fois par Stuart Piggott dans les années 1950 et nommée d'après les sites où elle avait été trouvée. Rinyo est une colonie néolithique sur l'île de Rousay, dans les Orcades. Le site de Clacton-on-Sea, dans l'Essex, est désormais sous la mer.

## Caractéristiques
La forme caractéristique du style est un pot à fond plat avec des côtés droits inclinés vers l'extérieur et une décoration rainurée autour du sommet. Par ailleurs, la poterie se décline en de nombreuses variétés, certaines avec des décorations géométriques complexes, d'autres avec des bandes appliquées,. Cette dernière variété a été rapprochée de la vannerie en osier par certains archéologues en tant que skeuomorphisme.

## Usages
Des pots en céramique rainurée mis au jour à Balfarg, dans le Fife (Écosse), ont été analysés chimiquement pour déterminer leur contenu. Des analyses palynologiques et carpologiques ont déterminé que certains des récipients avaient contenu de la jusquiame noire (Hyoscyamus niger), peut-être utilisée comme psychotrope pour des cérémonies rituelles, mais de nouvelles analyses ont remis en cause ces résultats.
Étant donné que de nombreux pots en céramique rainurée ont été trouvés sur des sites à enceinte (henges) et dans des sépultures, il est possible qu'ils aient eu une fonction rituelle aussi bien qu'utilitaire. Les poteries rainurées présentent plusieurs tailles : certains récipients sont extrêmement grands (environ 115 litres) et servaient peut-être à la fermentation,. La plupart sont plus petits, allant de la taille d'une cruche à celle d'une tasse, et pourraient avoir été utilisés pour servir et pour boire. L'hypothèse selon laquelle les premiers agriculteurs britanniques (vers 4000 av. J.-C.) avaient les connaissances et, grâce à leurs poteries, la possibilité de fabriquer de la bière à partir de leurs récoltes, est controversée et n'est pas encore consensuelle dans la communauté archéologique.
Les plus anciens exemplaires de poterie rainurée ont été trouvés dans les Orcades, où ils pourraient avoir évolué à partir des premiers bols en céramique de type Unstan ware. Les fouilles récentes à Ness of Brodgar ont notamment livré de nombreux tessons de poterie rainurée finement décorée, dont certains représentent de très grands pots. De nombreux récipients à boissons ont également été identifiés.
Le style s'est rapidement répandu et a été adopté par les constructeurs de la première phase de Stonehenge. Des poteries rainurées contenant des résidus à forte teneur en lipides ont été trouvées en abondance lors de fouilles récentes à Durrington Walls et Marden Henge, dans le Wiltshire. Si les premières hypothèses envisagent des festins gigantesques associés à la construction de Stonehenge vers 2500 av. J.-C., cette graisse peut également avoir été utilisée comme suif lubrifiant pour transporter les mégalithes par la technique du panglong (ou du traîneau graissé),. De plus petites quantités de poteries rainurées ont été trouvées sur le site voisin de Figsbury Ring.

## Mode de diffusion
La culture de la céramique rainurée s'est peut-être diffusée par les routes commerciales le long de la côte ouest de la Grande-Bretagne. Ce qui semble inhabituel, c'est que même si elles partageaient le même style de poterie, différentes régions maintenaient des traditions très différentes. Des vestiges trouvés dans certains des premiers henges (Mayburgh Henge, Cercle de Brodgar, Arbor Low) suggèrent qu'il y avait des points de transit et de commerce sur une « autoroute » nationale pendant le Néolithique et l'Âge du bronze. Ceci explique peut-être comment les haches de pierre de Cumbria ont trouvé leur chemin jusqu'aux Orcades.